# Antonio Giolitti

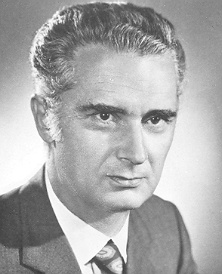
Antonio Giolitti

Antonio Giolitti (Roma, 12 de febrero de 1915 - 8 de febrero de 2010) es un político italiano que formó parte de la Comisión Europea, poder ejecutivo de la Unión Europea, desde 1977 a 1985.
Se licenció en derecho en 1940, afiliándose al Partido Comunista Italiano (PCI) entonces en la clandestinidad. En el 1941 es arrestado por la política con la acusación de actividad subversivo, pero es liberado por el Tribunal Especial para la seguridad del estado por la insuficiencia de pruebas.
Es elegido miembro de la Asamblea constituyente en el 1946 y seguidamente fue elegido diputado del PCI desde 1948 hasta 1957. Ese año, abandona el PCI por los acontecimientos acaecidos en Hungría, uniéndose al Partido Socialista Italiano (PSI), con el cual es reelegido diputado desde el 1958 a 1976.
Fue ministro de Balance y Programación Económica desde el 1963 a 1964, desde el 1969 a 1972 y desde el 1973 a 1974 en los gobiernos de centroizquierda liderados por Aldo Moro, Mariano Rumor y Emilio Colombo. En 1977 entra a formar parte de la Comisión Europea liderada por Roy Jenkins, ocupando el cargo de Comisario Europeo de Política Regional y Cohesión sustituyendo a George Thomson. En el año 1981 se formó una nueva comisión presidida por Gaston Thorn pero Giolitti permaneció en su cargo. En 1985, con el nacimiento de la Comisión Delors dejó el puesto siendo sucedido por Grigoris Varfis.
En 1985, descontento con Bettino Craxi y la marcha del partido, abandona el PSI y en 1987 es elegido senador como independiente en las listas del PCI. Al término de la legislatura, en 1992, se retira de la política activa para dedicarse a la literatura.  En 1992 publicó Lettere a Marta (Il Mulino), un volumen autobiográfico de reflexiones y recuerdos personales.